# Mesto
Mesto, pseudonimo di Melle Stomp (Amstelveen, 30 settembre 1999), è un disc jockey e produttore discografico olandese. È diventato noto per il singolo Bouncybob, prodotto nel 2015 con il suo amico, nonché compaesano, Martin Garrix e con Justin Mylo.
Assieme a Mike Williams, Brooks e Justin Mylo è considerato uno dei maggiori esponenti della Future bounce, un sottogenere musicale della Future house.

## Carriera
All'età di 6 anni cominció a suonare il violino, mentre ad 11 ha iniziato a suonare la batteria e si è interessato a fare musica. Ascoltando Gecko di Oliver Heldens, il giovane Mesto ha approfondito le conoscenze nella Future House e nella Deep house che, a 14 anni, lo portano a comporre qualche traccia usando FL Studio. Subito dopo il giovane si iscrive alla Herman Brood Academy, una scuola di produzione ad Utrecht dove sono andati anche Martin Garrix e Julian Jordan. 
Mesto ha iniziato la sua carriera nel 2014, a soli 15 anni, e la sua prima uscita ufficiale è stato il singolo Go!, una collaborazione con Alex Ranzino rilasciata come download gratuito il 10 novembre. Poco dopo ha pubblicato un remix con Benfield di Rude, un singolo di Magic!, per poi collaborare con Mike Williams per pubblicare un bootleg del singolo Raise Your Hands di Ummet Ozcan. Ha iniziato il 2015 pubblicando un singolo intitolato New York, seguito da Tokyo a febbraio. Ad aprile ha pubblicato un bootleg di Lean On dei Major Lazer e DJ Snake con MØ, mentre il singolo Rio è stato rilasciato a maggio, prima del bootleg di Satisfied di Showtek con Vassy a settembre. Il singolo Tetris (Truffle Butter Mashup) è stato invece rilasciato come download gratuito il 9 dicembre 2015. Ha partecipato, inoltre, alla produzione insieme a Justin Mylo nel singolo Bouncybob di Martin Garrix, che è stato rilasciato come download gratuito il 31 dicembre 2015, assicurando al giovane talento una discreta notorietà.
Dopo vari mesi trascorsi a produrre remix, il 10 ottobre 2016 viene annunciato che Mesto ha firmato un contratto con la Spinnin Records. Nello stesso mese ha pubblicato Wiee, una collaborazione con Martin Garrix sulla STMPD RCRDS. Il 16 dicembre 2016 ha pubblicato un remix di Alone di NERVO ed Askery con Brielle Von Hugel, che è stata la sua prima produzione tramite Spinnin 'Records.
Il 16 gennaio 2017, Mesto ha pubblicato Chatterbox, una collaborazione con Fox Stevenson, attraverso Spinnin 'Records, mentre, poco dopo, ha prodotto Step Up Your Game, pubblicato sulla Spinnin Premium e disponibile come download gratuito fino al 17 marzo (in seguito venne caricato su ITunes, Beatport e Spotify a pagamento).  Il 10 aprile 2017 ha collaborato con Curbi in Bruh, che divenne la sua prima uscita attraverso l'etichetta musicale di Tiësto, la Musical Freedom. Il 10 luglio 2017 è stata pubblicata Chances, con Brielle Von Hugel e con tanto di video musicale ufficiale. 
Nel 2018, il giovane DJ realizza varie collaborazioni con altri artisti di grande fama, come Tiësto (con il singolo Coming Home), Jay Hardway (per Save Me) e Mike Williams (Wait Another Day); oltre a questi, realizza altri singoli come Give Me Love e Missing You, pubblicati tutti sulla Spinnin Records o sulla Musical Freedom. Tra i brani pubblicati nel 2019 spiccano Can't Get Enough (un’altra collaborazione con Tiësto), Your Melody, prodotta con Jonas Aden, e Don’t Worry con il cantante Aloe Blacc.
Nel 2020 collabora con Oliver Heldens per il singolo The G.O.A.T., pubblicato tramite Heldeep Records, con Brooks per Long Time e nuovamente con l'amico Justin Mylo per When We're Gone. 

### Classifica Top 100 DJ Mag
Classifica annuale stilata dalla prestigiosa rivista DJ Magazine:
- 2020: #136[5]

## Discografia

### Singoli
- 2014: Go! (con Alex Ranzino)
- 2015: New York
- 2015: Tokyo
- 2015: Rio
- 2015: Tetris (Truffle Butter Mashup)
- 2015: Bouncybob (con Martin Garrix & Justin Mylo)
- 2016: WIEE (con Martin Garrix)
- 2017: Chatterbox (con Fox Stevenson)
- 2017: Step Up Your Game
- 2017: BRUH (con Curbi)
- 2017: Chances (feat. Brielle Von Hugel)
- 2018: Coming Home (con Tiësto)
- 2018: Save Me (con Jay Hardway)
- 2018: Give Me Love
- 2018: Missing You
- 2018: Wait Another Day (con Mike Williams)
- 2019: Leyla
- 2019: Can’t Get Enough (con Tiësto)
- 2019: Back & Forth
- 2019: Never Alone (con Felix Jaehn feat. VCATION)
- 2019: Your Melody (con Jonas Aden)
- 2019: Don’t Worry (feat. Aloe Blacc)
- 2020: The G.O.A.T. (con Oliver Heldens)
- 2020: Long Time (con Brooks)
- 2020: Looking Back
- 2020: When We're Gone (con Justin Mylo)
- 2021: Don't Wait (con Dastic feat. Cloudy)

### Remix
- 2014: Magic! - Rude (Mesto & Banfield Remix)
- 2014: Ummet Ozcan - Raise Your Hands (Mike Williams & Mesto Future Bootleg)
- 2015: Major Lazer & DJ Snake ft. MØ - Lean On (Mesto Future Bootleg)
- 2015: Showtek ft. Vassy - Satisfied (Mesto Future Bootleg)
- 2016: G-Eazy & Bebe Rexha - Me, Myself & I (Mesto Remix)
- 2016: Armin van Buuren ft. Mr Probz - Another You (Mesto Bootleg)
- 2016: Ill Phil - We're Guna Fight Em Off (Mesto Remix)
- 2016: Florian Picasso - Final Call (Mesto & Justin Mylo Remix)
- 2016: NERVO & Askery ft. Brielle Von Hugel - Alone (Mesto Remix)
- 2017: DVBBS & CMC$ ft. Gia Koka - Not Going Home (Mesto Remix)
- 2017: David Guetta & Afrojack ft. Charli XCX & French Montana - Dirty Sexy Money (Mesto Remix)
- 2018: Sam Feldt & Girls Love DJs ft. Joe Cleere - Just Dropped In (My Condition) (Mesto Remix)
- 2018: The Chainsmokers - You Owe Me (Mesto Remix)
- 2018: Kungs & Stargate feat. GOLDN - Be Right Here (Mesto Remix)
- 2021: Mike Williams & Felix Jaehn feat. Jordan Shaw - Without You (Mesto Remix)